# 吉田大八
吉田大八（日语：／ Yoshida Daihachi，1963年10月2日—），鹿兒島縣人，日本电影导演、编剧，2012年作品《听说桐岛要退部》获得第36届日本电影金像奖最佳影片、最佳导演和最佳剪辑三个奖項。2015年以改編自日本直木獎獲獎作家角田光代暢銷犯罪小說的《紙之月》，入圍第38屆日本电影金像奖最佳導演提名，並榮獲日本第88回《電影旬報》的「日本電影十佳獎」。

## 生平
1963年10月2日生於日本鹿兒島縣，畢業於早稻田大學第一文學部，是知名導演及編劇。1987年進入影視業的他，最早是廣告導演，並在廣告界贏得無數獎項，其中還包括坎城廣告獎銀獎。2007年首度執導劇情長片《窩囊廢們，讓我看看悲傷的愛吧》一舉入選第60屆坎城影展國際影評人週，犀利揭露一個詭異家族不可告人的變態過往。之後陸續執導堺雅人在2009年主演的《結婚詐欺師》，以及菅野美穗在2010年主演的《野薔薇理髮院》等片。2013年以一部描繪高校電影社學生拍片，進而引發一連串人際風暴的《聽說桐島退社了》，一舉橫掃日本奧斯卡、每日電影獎、橫濱電影節「最佳影片」與「最佳導演」等獎項，無疑是他導演生涯的里程碑之作，也讓他成功站上日本一線導演行列。擅長刻畫女性角色的他，將中年女性的壓抑情感，透過新片《紙之月》生動地呈現出來，不僅以本片問鼎日本奧斯卡11項大獎，更將宮澤理惠二度送上日本奧斯卡后座，風光至極。

## 作品
- 《窩囊廢們，讓我看看悲傷的愛吧（日语：腑抜けども、悲しみの愛を見せろ）》（2007）
- 《結婚詐欺師（日语：クヒオ大佐）》（2009）
- 《野薔薇理髮院（日语：パーマネント野ばら#映画）》（2010）
- 《聽說桐島退社了》（桐島、部活やめるってよ，2012）
- 《紙之月》（紙の月，2014）
- 《美麗之星》（美しい星，2017）
- 《羊之木》（羊の木，2018）
- 騙し絵の牙（2021年3月26日公開、松竹 - 監督・脚本
- No Return（2021年7月14日配信、Amazon Music） - 監督

## 獎項
- 第34回橫濱電影節作品賞、監督賞（《聽說桐島退社了》）
- 第67回每日電影獎日本電影優秀賞、監督賞（《聽說桐島退社了》）
- 第36回日本電影金像獎最優秀作品賞、最優秀監督賞（《聽說桐島退社了》）